# Dariusz Wolski
Dariusz Adam Wolski (* 7. května 1956 Varšava) je polský kameraman, který natočil v USA přes třicet celovečerních filmů a více než sto hudebních videí.
Studoval na lodžské filmové škole, ale ještě před jejím dokončením odešel v roce 1979 do Ameriky. Zpočátku pracoval pro nezávislé režiséry, první komerční úspěch mu přinesl v roce 1988 vědeckofantastický film Paula Mayersberga Nightfall. Natáčel také videoklipy pro Neila Younga, The Bangles, Eltona Johna, Eminema a Gladys Knight. Za klip k písni Aerosmith „Janie's Got a Gun“ byl v roce 1990 nominován na MTV Video Music Awards.
Renomé v Hollywoodu získal díky filmu Alexe Proyase Vrána. Byl hlavním kameramanem všech filmů série Piráti z Karibiku, pak se stal dvorním spolupracovníkem Ridleyho Scotta, s nímž natočil filmy Prometheus, Exodus: Bohové a králové, Všechny prachy světa, Klan Gucci a Napoleon, podíleli se také na televizním seriálu Vychováni vlky. Wolski pracoval také na filmech Krvavý příliv, Mexičan, Česká spojka, Alenka v říši divů, Rumový deník, Muž na laně a Modi. Za film Zprávy ze světa byl v roce 2021 nominován na Oscara za nejlepší kameru a Cenu BAFTA za nejlepší kameru. Je členem American Society of Cinematographers a Akademie filmového umění a věd.
Dariusz Wolski je komerčně nejúspěšnějším kameramanem všech dob, jeho filmy dosáhly k roku 2025 celkového výdělku téměř osm miliard dolarů.